# 内神田
内神田（うちかんだ）は、東京都千代田区の町名。現行行政地名は内神田一丁目から内神田三丁目。住居表示実施済み区域である。

## 地理
千代田区の北部に位置し、神田地域（旧神田区）に属する。町域北部は、神田警察通りに接しこれを境に千代田区神田美土代町・神田司町・神田多町・神田鍛冶町にそれぞれ接する。東部はJR中央線の線路に接しこれを境に千代田区鍛冶町に接する。南東部は中央区日本橋本石町に接する。南部は日本橋川に接し、これを境に千代田区大手町に接する。西部は、本郷通りに接しこれを境に神田錦町に接する。内神田は商業地であり、高層建造物が多く見られる。西部の内神田一丁目は東側を本郷通りに西側を外堀通りに挟まれた区域である。中部の内神田二丁目は東側を外堀通り、西側を内神田中央通りに挟まれた区域であり、東部の内神田三丁目は東側を内神田中央通り、西側をJRの線路に挟まれた区域である。

## 歴史
「内神田」の名称は広義には江戸府内・総構え内（外堀に当たる神田川以南）の神田全域、現在の神田川・日本橋川・竜閑川跡に囲まれた逆三角の区域を指す名称である。対して江戸府内の外れであるものの、神田明神移転後に門前町として栄えた地区を指す名称として「外神田」が用いられた。
1966年（昭和41年）4月1日、住居表示実施により町名として採用され現在に至る。
2012年、東京都は内神田三丁目について都迷惑防止条例に基づき、客引きやスカウトのみならず、それらを行うために待機する行為なども禁止する区域に指定した。
さらに2019年には三丁目を暴力団排除条例に基づき、暴力団排除特別強化地域に指定。地域内では暴力団と飲食店等との間で、みかじめ料のやりとりや便宜供与などが禁止され、違反者は支払った側であっても懲役1年以下または罰金50万円以下の罰則が科されることとなった。

## 世帯数と人口
2025年（令和7年）3月1日現在（千代田区発表）の世帯数と人口は以下の通りである。
| 丁目         | 世帯数    | 人口    |
| ------------ | --------- | ------- |
| 内神田一丁目 | 647世帯   | 1,077人 |
| 内神田二丁目 | 318世帯   | 472人   |
| 内神田三丁目 | 241世帯   | 393人   |
| 計           | 1,206世帯 | 1,942人 |

### 人口の変遷
国勢調査による人口の推移。
| 年                 | 人口  |
| ------------------ | ----- |
| 1995年（平成7年）  | 1,169 |
| 2000年（平成12年） | 1,099 |
| 2005年（平成17年） | 1,106 |
| 2010年（平成22年） | 1,015 |
| 2015年（平成27年） | 1,551 |
| 2020年（令和2年）  | 1,612 |

### 世帯数の変遷
国勢調査による世帯数の推移。
| 年                 | 世帯数 |
| ------------------ | ------ |
| 1995年（平成7年）  | 429    |
| 2000年（平成12年） | 452    |
| 2005年（平成17年） | 503    |
| 2010年（平成22年） | 515    |
| 2015年（平成27年） | 949    |
| 2020年（令和2年）  | 994    |

## 学区
区立小・中学校に通う場合、学区は以下の通りとなる。なお、千代田区の中学校では学校選択制度を導入しており、区内全域から選択することが可能。
- 区域 : 一丁目、二丁目、三丁目　各全域
  - 小学校 : 千代田区立千代田小学校
  - 中学校 : 千代田区立麹町中学校 または 千代田区立神田一橋中学校

## 交通

### 鉄道
- 東京メトロ銀座線○神田駅 - 出入口が設けられている。（所在地：神田須田町）

### 道路
- 中央通り
- 東京都道403号大手町湯島線（本郷通り）
- 東京都道405号外濠環状線（外堀通り）

首都高速道路
- 首都高速都心環状線 - 神田橋出入口が設置されている。

## 事業所
2021年（令和3年）現在の経済センサス調査による事業所数と従業員数は以下の通りである。
| 丁目         | 事業所数    | 従業員数 |
| ------------ | ----------- | -------- |
| 内神田一丁目 | 646事業所   | 8,955人  |
| 内神田二丁目 | 668事業所   | 10,668人 |
| 内神田三丁目 | 518事業所   | 5,945人  |
| 計           | 1,832事業所 | 25,568人 |

### 事業者数の変遷
経済センサスによる事業所数の推移。
| 年                 | 事業者数 |
| ------------------ | -------- |
| 2016年（平成28年） | 1,654    |
| 2021年（令和3年）  | 1,832    |

### 従業員数の変遷
経済センサスによる従業員数の推移。
| 年                 | 従業員数 |
| ------------------ | -------- |
| 2016年（平成28年） | 25,189   |
| 2021年（令和3年）  | 25,568   |

## 施設

### 内神田一丁目
- 東京都産業労働局神田庁舎
- 千代田区立内神田住宅
- コープビル - 農中信託銀行、農林漁業信用基金、全国森林組合連合会、全国漁業協同組合連合会、全国共済水産業協同組合連合会などが入居する。
- 山川出版社本社
- 日宣本社
- オカムラ商環境事業本部
- グリーンスタンプ関東支店
- 御宿稲荷神社

### 内神田二丁目
- 東京都千代田合同庁舎
- 千代田区立総合体育館・内神田社会教育館
- 日本経済新聞社別館
- 神田外語学院
- 昭和産業本社
- 出世不動尊

### 内神田三丁目
- 地方銀行会館 - 全国地方銀行協会が置かれる。
- ピップ首都圏支社 量販第一・第二・第三支店 - 旧：ピップトウキョウ本社。

## 出身者
- 五所平之助 - 映画監督。
- 酒井米子 - 女優。

## その他

### 日本郵便
- 郵便番号 : 101-0047[3]（集配局 : 神田郵便局[18]）。